# وادي العوجة
وادي العوجة أو وادي العُوية أو شعيب العوجة وادٍ موسمي في ناحية بصية في قضاء السلمان في محافظة المثنى أقصى جنوب العراق، أحد روافد وادي الباطن إذ ينصبّ في غربه، وعند نقطة العوجة وهي نقطة التقاء وادي العوجة بوادي الباطن تبدأ الحدود العراقية الكويتية جنوباً، ومنتهى الحدود العراقية لشرق المنطقة المحايدة بين السعودية والعراق سابقاً، والحدود السعودية الكويتية، وهنالك مخفر حدودي عراقي اسمه مخفر عوجة الباطن ينتهي عنده طريق الزبير الركعي.